# ساریجا نیونگ
ساریجا نیونگ (انگلیسی: Saridjah Niung؛ ۲۶ مارس ۱۹۰۸ – ۱۲ دسامبر ۱۹۹۳) که همچنین به نام ابو ساد (Ibu Sud) یا خانم سود (Mrs. Soed) نیز شناخته می‌شود، یک موسیقی‌دان، نوازنده، معلم، گویندهٔ رادیو، نمایشنامه نویس و هنرمند طراح روی پارچه اهل اندونزی بود. او موسیقی‌هایی برای کودکان و همچنین سرودهای میهنی ساخته‌است. در طول سال‌های استعمار هلند، وی در مورد اشغال ژاپن و استقلال اندونزی موسیقی ساخت. او همچنین سرودهای میهنی اندونزیایی مانند "Tanah Airku" (سرزمین پدری من) و "Berkibarlah Benderaku" (در اهتزاز باد، پرچم من) را نوشت.
در تاریخ ۲۶ مارس ۲۰۱۷، گوگل ۱۰۹مین سالگرد تولد او را با تغییر گوگل دودل پاسداشت.